# Friedrich Fischer
Friedrich Fischer, född 19 juli 1908, var en friidrottare från Österrike. Han deltog vid olympiska sommarspelen 1936.